# Kóma (regény)
A Kóma (Coma) Robin Cook második, 1977-ben megjelent regénye. Leghíresebb művei közé tartozik.

## Történet
|  | Alább a cselekmény részletei következnek! |

Egy bostoni kórházban egy fiatal, életerős lány - Nancy Greenly - egészségügyi küret után kómába esik. Susan érthetetlenül szemléli a helyzetet. Azonban, mikor egyik ismerőse egy kisebb műtét során szintén kómába esik, megerősödik a gyanúja, hogy itt valami nincs rendben. Hosszú nyomozás során rájön, hogy ez nem az első eset volt: számos egészséges, fiatal beteg esett kómába jelentéktelen kis beavatkozások során, akiket a kórházból egy komor intézetbe szállítottak, ahol testüket gépekkel tartják életben.
A rezidensnő odamegy, a veszéllyel szembe szállva próbál rájönni a történtekre.
Egyre jobban belekeveredik az ügybe, már a korábban neki segítő Mark Bellows is elpártol tőle, a metró aluljáróban sötét alak követi, aki rátámad a kórházban, végül ő maga is a műtőasztalon végzi.
Mark Susan iránti szerelme által vezetve nekilát a kórházban végigfutó szellőző nyílásokon átkeveredni, és megtalálni az okot, miért mindig ugyanabban a műtőben esnek kómába váratlanul a betegek. Susan eközben menekülni akar a műtét elől, amiből tudja, nem fog felébredni.
A kutatás során rájön, hogy az igazgatónak nagyon is sok köze van az ügyhöz. Azt is kideríti, hogy az altatásnál használt két csőben van a titok nyitja.
Mark Bellows épp az utolsó pillanatban tör be a műtőbe és sikerül megakadályoznia, hogy kedvese meghaljon. Ugyan a műtéten túlesett, viszont a "felelős" cső elzárása következtében nem esett kómába.
|  | Itt a vége a cselekmény részletezésének! |

## Szereplők
- Susan Wheeler, sebész, orvostanhallgató
- Dr. Mark Bellows, bostoni kórház sebésze
- Dr. George A. Harris, kórházigazgató
- Dr. George
- Mrs. Emerson
- Walters
- Stark

## Magyarul
- Kóma; ford. Szendrő Borbála; Interpress, Bp., 1988 (IPM könyvtár)

## Feldolgozás
A könyvből azonos címmel Michael Crichton készített filmet, melyet 1978-ban mutattak be, Susan Wheeler szerepét Geneviève Bujold játssza.